# أنانيا شيراكاتسي
كان أنانيا شيراكاتسي موسوعيًا أرمينيًا وفيلسوف طبيعة ومؤلف أعمال ما تزال موجودة تشمل الرياضيات وعلم الفلك والجغرافيا والتأريخ وميادين أخرى. لا يعرف سوى القليل من المعلومات المؤكدة عن حياته بعيدًا عن كتاباته، إلا أنه يعتبر أب العلوم الدقيقة والعلوم الطبيعية في أرمينيا، وأول رياضي وعالم فلك وعالم أوصاف كون أرميني.
بصفته جزءًا من المدرسة الهلينية الأرمنية، وآخر قاض عادي في أرمينيا المسيحية حتى القرن الحادي ععشر، نال أنانيا تعليمه بشكل رئيسي على يدي تايكيكوس، في طرابزون. ألف أنانيا كتبًا مدرسية في العلوم وأول عمل معروف في الجغرافيا باللغة الأرمنية الكلاسيكية (آشخارهاتسويس) الذي يقدم معلومات مفصلة عن أرمينيا الكبرى وبلاد فارس والقوقاز (جورجيا وألبانيا القوقازية).
في الرياضيات، تشتمل إنجازاته على أقدم جدول معروف لنتائج العمليات الحسابية الأربع الأساسية، وأقدم مجموعة معروفة لألغاز الرياضيات الترفيهية ومسائلها وأقدم كتاب لمسائل الرياضيات باللغة الأرمينية. وابتكر أيضًا نظامًا للتدوين الرياضي يستند إلى الأبجدية الأرمينية، على الرغم من أنه كان الكاتب الوحيد الذي عرف عنه استخدامه لها.
الاسم
غالبًا ما يكون اسمه بصيغته الإنجليزية أنانياس شيراك (سيراك). أنانيا هو شكل مختلف للاسم الإنجيلي أنانياس، الذي كان نفسه نسخة يونانية من حنانيا العبري. يشير الجزء الثاني من الاسم إلى مكانه الأصل، إقليم شيراك. ولو أنه من المحتمل أنه قد أصبح أشبه بكنية. في بعض المخطوطات، يسمى شيراكوني وشيراكافانتسي. 

## حياته

### الخلفية
عاش أنانيا شيراكاتسي في القرن السابع. لم يحدد بصورة قاطعة تاريخ ولادته ووفاته. أشار روبيرت إتش هوسين في عام 1968 إلى أنه ثمة اعتقاد سائد بأن أنانيا كان قد ولد بين عامي 595 و600، واستقر هوسين بعد ربع قرن على عام 610 تقريبًا كتاريخ للولادة وعام 685 كسنة وفاته. يحدد آغوب جاك هاكيكان وآخرون ميلاده في مطلع العقد الأول من القرن السابع، إلا أنهم يتفقون على أن وفاته وقعت في عام 685. يتفق جيمس آر راسل وإدوارد جي ماثيوز وثيو فان لينت أيضًا على تاريخي 610 و685، في حين يقترح غرينوود تاريخين نحو العامين 600 و670. ويحدد فاردانيان وفاته في مطلع التسعينيات من القرن السابع.
أنانيا هو العالم الأرميني الكلاسيكي الوحيد الذي كتب سيرة ذاتية. وكانت نصًا مختصرًا اتسم بنوع من «المديح الذاتي» وبأنها كانت «بيانًا سجل نسب أكاديمي» أكثر مما كانت سيرة ذاتية. ومن المحتمل أنها كتبت كمقدمة لأحد أعماله العلمية، وربما كان العمل نيكون. كان شيراكاتسي ابن هوفهان\يوفهان، وولد في قرية أنانيا\أنيانك أو في بلدة شيراكافان (ييرازغافورس) في إقليم شيراك (سيراك) في مقاطعة إيرارات الأرمينية الوسطى. قد يكون لقرية أنيانك صلة بمدينة أني التي شيدت لاحقًا، عاصمة أرمينيا البقرادونية.
من المحتمل أن أنانيا أتى من عائلة نبيلة. ونظرًا إلى أن اسمه يلفظ أحيانًا «شيراكوني»، حاجج هوسين أنه ربما كان ينتمي إلى أسرة كامساراكان أو أمراء أرشاروني في شيراك وأرسارونيك على التوالي. يقترح غرينوود أن الأكثر ترجيحًا هو أن أنانيا أتى من طبقة نبالة أقل شأنًا في شيراك، التي كانت تخدم أسرة كامساراكان. ويصف بروتيان والده بأنه «نبيل أرمني بأهمية ثانوية». يعتقد فاردانيان أنه إما ينحدر من أسرة كامساراكان أو أنهم كانوا أوصياء عليه. 
يعتقد من الناحية التقليدية أن أنانيا قد دفن في قرية أنافانك، إلا أنه من المحتمل أن هذا التقليد قد أتى من اسم القرية. 

### تعليمه
نال أنانيا تعليمه الابتدائي في المدارس المحلية في أرمينيا، ومن المحتمل أن ذلك كان في دير دبيرفانك حيث درس نصوصًا مقدسة ومؤلفات كتاب أرمن أقدم. ونظرًا إلى النقص في الأساتذة والكتب في أرمينيا، قرر أنانيا السفر إلى الإمبراطورية البيزنطية («أرض الإغريق») لدراسة الرياضيات. بعد السفر في البداية إلى أرضروم، ومن ثم إلى مقاطعة أرمينيا الرابعة (ربما ميافارقين) التي كانت واقعة تحت السيطرة البيزنطية، حيث درس تحت إشراف عالم الرياضيات كريستوساتور لمدة 6 أشهر، بدأ من ثم يبحث عن أستاذ أفضل وعرف عن تايكيكوس الذي كان يعيش في دير (أو مقام) القديس يوجينيوس في طرابزون. حدد ريدغيت تاريخ ذلك في العشرينيات من القرن السابع. وخمن غرينوود أن تايكيكوس، الذي لم يذكر في أماكن أخرى، قد يكون في الواقع ستيفانوس الإسكندرية. 
كرس أنانيا جزءًا كبيرًا من سيرته الذاتية لتايكيكوس (ولد نحو العام 560) الذي سيمضي معه 8 سنوات خلال العشرينيات من القرن السابع أو الثلاثينيات منه. كان تايكيكوس قد درس اللغة الأرمنية وأدبها في الوقت الذي كان يخدم فيه في الجيش البيزنطي في أرمينيا. مع تعرضه لإصابة على أيدي الفرس، تقاعد أنانيا من الجيش ودرس لاحقًا في الإسكندرية وروما والقسطنطينية. عاد تايكيكوس في وقت لاحق إلى مدينته الأم طرابزون حيث أسس مدرسة نحو العام 615. علم تايكيكوس العديد من الطلاب من القسطنطينية (من بينهم طلاب من البلاط الإمبراطوري) واشتهر من بين الملوك البيزنطيين. وأحاط أنانيا برعاية خاصة وعلمه ما أسماه أنانيا «معرفة مثالية بالرياضيات». في مكتبة تايكيكوس الواسعة، وجد أنانيا «كل ما هو علني وباطني»، بما في ذلك مؤلفات الكتاب الإغريق المقدسة والدنيوية، وبما في ذلك أعمال عن العلوم والطب والتأريخ والتاريخ. حاجج جيمس آر راسل أنه من المحتمل أن مكتبته كانت تحتوي على كتب عن الفيثاغورثية والخيمياء. اعتبر أنانيا أن تايكيكوس «قد قدّر له الله أن يدخل العلم إلى أرمينيا». 

### معلم وعالم
عند عودته، أسس أنانيا بنفسه مدرسة في أرمينيا. ويفترض أن تلك المدرسة، الأولى التي درست العلوم الأربعة، كانت تقع في إقليمه الأم شيراك. خاب أمل أنانيا بسبب كسل طلابه ومغادرتهم بعد تعلمهم للأساسيات. تذمر أنانيا من انعدام اهتمام الأرمن بالرياضيات، وكتب أنهم «لا يحبون التعلم ولا المعرفة». اعتبر نيكولاس أدونتز من المبالغة «إن لم يكن تشهيرًا تامًا، إنكار حب الأرمينيين الفطري للتحري». وضع مؤرخ القرن ال 12 سامويل أنيتسي قائمة لخمسة من طلاب شيراكاتسي، الذين لم يكونوا معروفين من أي ناحية أخرى. مول أنانيا أبحاثه في عدة مجالات عن طريق الأموال التي كسبها من التعليم. 

## العلاقة بالكنيسة الأرمنية
كان لأنانيا علاقة وثيقة بالكنيسة. واعتبره العديد من العلماء أيديولوجيًا كنسيًا شبيهًا بكوسماس إنديكوبليوتس، الذي طالته انتقادات منه فعليًا. وصف هاسيكان وآخرون أنانيا بأنه «مسيحي تقي ووسع المعرفة بالإنجيل» «قام ببعض المحاولات للتوفيق بين العلم والكتاب المقدس». في سنواته اللاحقة، من المحتمل أن أنانيا كان راهبًا في الكنيسة الأرمنية. يستند ذلك إلى خطاباته الدينية ومحاولاته تأريخ ولائم الكنيسة. يشك جون إيه سي غريبين أن أنانيا كان في أي يوم ضمن أي نظام ديني. 
أشار هوسين أن بعض «أفكار أنانيا الأكثر ثورية» قد قمعت من قبل الكنيسة الكاثوليكية بعد وفاته. أشار غريبين أن أنانيا، الذي كان إلى حد بعيد كاتبًا دنيويًا، قال نال «سمعة سيئة ككاهن». ووصفه المؤرخون السوفييت كمؤسس للفكر للاديني والمعادي لرجال الدين في أرمينيا وأنه كان رائد نظرية الحقيقة المزدوجة. ووصفه فازغين تشالويان بأنه «ممثل تقدمي للعهد الإقطاعي للعلم الأرمني». وذهب كيفورك خرلوبيان إلى حد المحاججة بأن أنانيا كان عدو الكنيسة الأرمنية وحارب الظلامية. عارض هوسين هذا الرأي، واقترح عوضًا عنها بأنه كان «مفكرًا مستقلًا تمامًا». 

## الفلسفة
يعتبر أنانيا من قبل العلماء الحديثين ممثلًا للمدرسة الهلنية نظرًا إلى أن العديد من أعماله كانت تستند إلى مصادر يونانية كلاسيكية. وكان أنانيا أول عالم أرمني «استورد مجموعة مفاهيم علمية وأمثلة عن تطبيقها من المدارس الناطقة باليونانية» إلى أرمينيا. وكان واسع الاطلاع على الأدب اليوناني وتأثير النحو اليوناني واضح في أعماله. كان أنانيا أيضًا حسن الاطلاع على التقاليد الثقافية الإيرانية والأرمنية، وتقدم العديد من أعماله معلومات هامة عن الإمبراطورية الساسانية المتأخرة. 
يصفه جيمس آر راسل بأنه خيميائي وفيثاغوري «لا يعتمد عادة على الأساطير لتفسير الظواهر الطبيعية». أقر أنانيا بأهمية التجربة والملاحظة والتطبيق العقلاني والنظرية وتأثر بأفكار الفيلسوف الأفلاطوني الجديد دافيت أنهاغت (الذي لا يقهر) الذي عاش في القرن الخامس والفلاسفة الإغريق طاليس وهيبوكراتيس وديموكريتوس وأفلاطون وأرسطو وزينون الرواقي وأبيقور وبطليموس وببس الرومي وكوسماس إنديكوبليوتس. كان لكتاب أرسطو عن السماوات أثر كبير على فكر أنانيا. وفقًا لكيفورك خرلوبيان، كان أنانيا شديد التأثر بكتاب ييغيش تفسير الخلق وكتاب تفسير أنواع أرسطو الذي كان مجهول المؤلف، وأعمال دافيت أنهاغت الذي كان قد ثبت الأفلاطونية الجديدة في الفكر الأرمني. كان أنانيا أيضًا أول عالم أرميني يستشهد بفيلون السكندري.